# Membrana sinovial
Membrana sinovial é um tecido conjuntivo especializado que alinha a superfície interna das cápsulas de articulações sinoviais e bainha do tendão da bainha sinovial.
Ele faz contato direto com o líquido sinovial lubrificante, que é o principal responsável pela manutenção.